# Ahaneith
Ahaneith (auch Aha-Neith) ist der altägyptische Name einer Angehörigen des Königshauses, die während der Regierungszeit des Königs (Pharao) Wadji (1. Dynastie) lebte.

## Belege
Ihr Name, der an die Göttin Neith angelehnt ist, erscheint auf einer stark beschädigten Grabstele zusammen mit dem Determinativ einer sitzenden Frau. Sie trägt keine Titel. Die Stele besteht aus Kalkstein, ist 35,5 cm hoch und 23 cm breit. Ob Ahaneith die Gemahlin des Königs, eine königliche Bedienstete oder eine Verwandte des Königs war, ist nicht bekannt.

## Grab
Ahaneith wurde nach dem Tod von Wadji im Nebengrab Nr. 57 in der Nekropole des Königs (Tomb Z) in Abydos bestattet. Bis zum Beginn der 2. Dynastie war es altägyptische Tradition, dass ein Teil der Angehörigen des Königshauses in Nebengräbern bestattet wurde, die architektonisch direkt in die königliche Grabanlage integriert waren. Diese Tradition wurde unter König Qaa mit dessen Regierungsende aus noch nicht näher geklärten Gründen aufgegeben.